# 韋斯利亞納河 (維姆河支流)
韋斯利亞納河是俄羅斯的河流，屬於維姆河的左支流，由科密共和國負責管轄，河道全長138公里，流域面積4,620平方公里，是北德維納河流域的一部分。